# Силлиман, Бенджамин Младший
Бенджамин Силлиман Младший (англ. Benjamin Silliman Jr.; 4 декабря 1816, Нью-Хейвен — 14 января 1885, Нью-Хейвен) — американский химик и педагог; профессор Йельского университета сыгравший важную роль в развитии нефтяной промышленности. Член Национальной академии наук США.

## Биография
Бенджамин Силлиман Старший родился 8 августа 1779 года в таверне в Северном Стратфорде в штате Коннектикут на северо-востоке Соединённых Штатов Америки в семье адвоката Голда Селлека Силлимана (1732–1790), который был генералом ополчения штата во время войны за независимость США и его жены Мэри Фиш Нойес Силлиман  (1736–1818), которая была матриархом в революционном и постколониальном Коннектикуте и стала героем фильма 1993 года «Война Мэри Силлиман» (англ. «Mary Silliman’s War»).
17 сентября 1809 года Бенджамин Силлиман Старший женился на Харриет Трамбулл (англ. Harriet Trumbull; 1783—1850), дочери политика Джонатана Трамбулла Младшего и внучке политика Джонатана Трамбулла Старшего; в этом браке у них родилось четверо детей, среди которых 4 декабря 1816 года в Нью-Хейвене появился и сын Бенджамин Младший, который пошёл по стопам отца; стал химиком и затем также читал лекции в Йельском университете. Некоторое время помогал отцу редактировать журнал «American Journal of Science», который сейчас является старейшим научным журналом Нового Света.

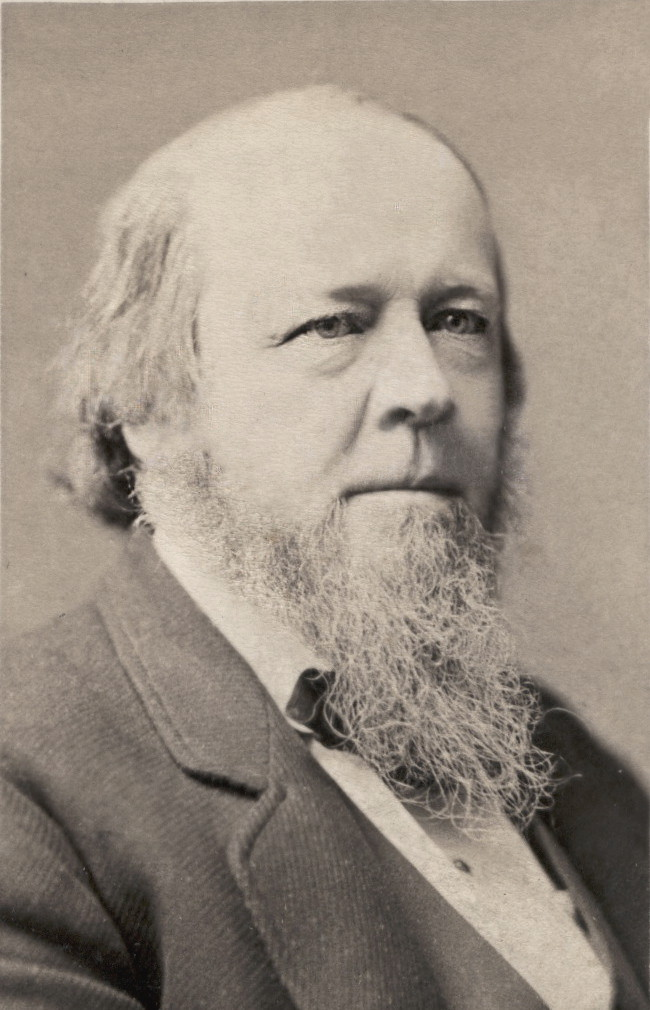
Бенджамин Силлиман Младший

В 1855 году Силлиман-младший написал отчет за 526,08 доллара о каменной нефти Пенсильвании и её полезности в качестве источника света, который убедил инвесторов поддержать поиск нефти Джорджем Бисселлом. В 1850-х годах на рынке жидкого топлива, производящего свет, преобладала каменноугольная нефть, а поставки китового жира становились все более недостаточными. Однако Джорджу Бисселлу, юристу из Нью-Йорка, его партнеру Джонатану Гринлифу Эвелету и Джеймсу Таунсенду, президенту банка Нью-Хейвена, пришла в голову революционная идея. Они думали, что сырая «горная нефть», которая появлялась в Западной Пенсильвании, могла использоваться в качестве светящегося вещества. В то время каменное масло было не чем иным, как вонючей помехой для местных копателей колодцев, обладавшей некоторыми ограниченными лечебными свойствами. Тем не менее, Бисселл и Эвелет, осознав, насколько легко воспламеняется жидкость, полагали, что можно заработать большие деньги на коммерческом производстве каменного масла, продаваемого в качестве топлива для ламп и тому подобного. Но им нужен был кто-то — важный, уважаемый учёный, чье имя они могли бы привязать к своему финансовому предприятию, чтобы исследовать материал, чтобы выяснить, можно ли его использовать таким образом. И они нашли Бенджамина Силлимана-младшего, профессора химии Йельского университета, который полностью оправдал их ожидания.
Основной вклад Силлимана-Младшего в науку заключался в разработке фракционной перегонки нефти, анализируемой в основном с целью ее просветляющих свойств. Его попросили сделать это как одного из самых выдающихся химиков своего времени, и впоследствии его отчет по этому вопросу оказал чрезвычайно далеко идущие последствия. Основная идея его доклада заключалась в том, что дистиллированная нефть горит гораздо ярче, чем любое топливо на рынке, кроме гораздо более дорогого и менее эффективного. Его вывод заключался в том, что нефть - это «сырье, из которого ... они могут производить очень ценный продукт». Силлиман также отметил, что этот материал способен выдерживать большие диапазоны температур и обратил внимание на возможность его использования в качестве смазки для механизмов. Переоценить его труд просто невозможно; он был Прометеем своей эпохи, спасшим человечество от грядущей средневековой ночной темноты.
Он также был профессором естественной истории, которая определялась как геология, минералогия, зоология и ботаника, и все это он изучал в Эдинбургском университете. Его работа в этих областях сделала коллекцию горных пород и минералов Йельского университета самой значительной в Америке того времени. С его помощью Йельский университет стал главным научным центром Америки XIX века.
Бенджамин Силлиман Младший умер 14 января 1885 года в родном городе и был погребён на кладбище Гроув-стрит.